# Symington Family Estates

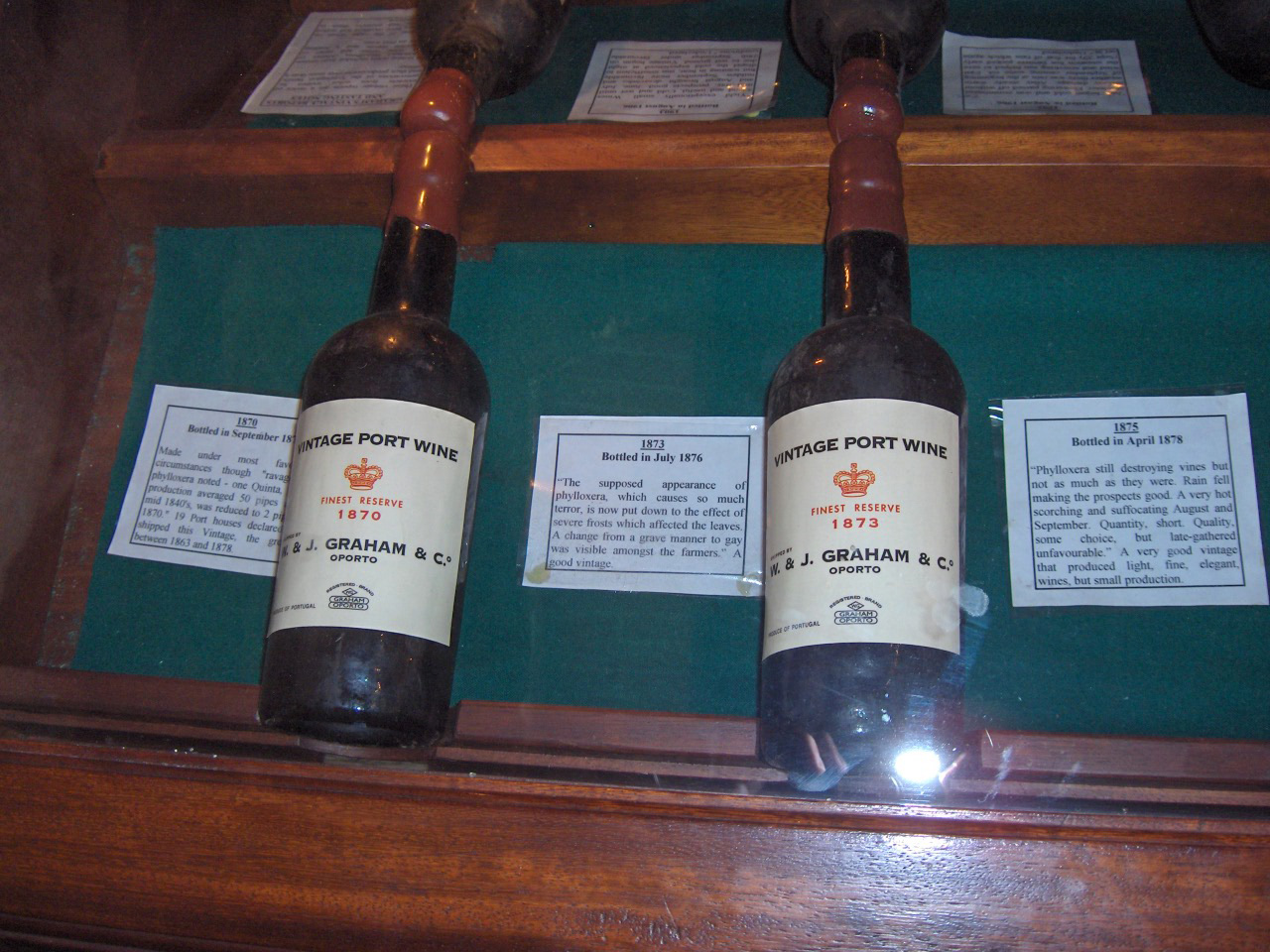
Портвейн Vintage Graham с винодельни Symington

Symington Family Estates — семейная винодельческая компания из Португалии. Портфель Symington Family Estates включает бренды портвейна и тихих вин, которые производятся в регионах Мадейра и Дору. Благодаря обширным виноградникам и большому количеству линеек портвейна (включая некоторые из самых старых и известных брендов) семью Симингтон иногда называют «империей портвейна».
В общей сложности компании Symington Family Estates и отдельным её членам принадлежат 27 винных хозяйства (поместья) в регионе Альто-Дору, одним из которых компания управляет по договору аренды и ещё одним – как совместным предприятием. Общая площадь виноградников Symington Family Estates составляет 940 гектаров (2300 акров). Растущего на этих участках винограда хватает для производства 70% объёма всего портвейна Symington. Вместе с этими земельными активами семья Симингтон владеет обширными виноградниками в регионе Дору и является членом ассоциации Primum Familiae Vini.

## История
Компания Symington Family Estates была основана Эндрю Джеймсом Симингтоном, приехавшим в г. Порту из Шотландии в 1882 году и работавшим на винодельне Graham's. В 1891 году он женится на Беатрис Аткинсон, наследнице нескольких поколений производителей и торговцев портвейном: помимо прочего, среди её предков был один из первых экспортеров портвейна Уолтер Мейнард, начавший возить португальские вина в Англию в далеком 1652 году.

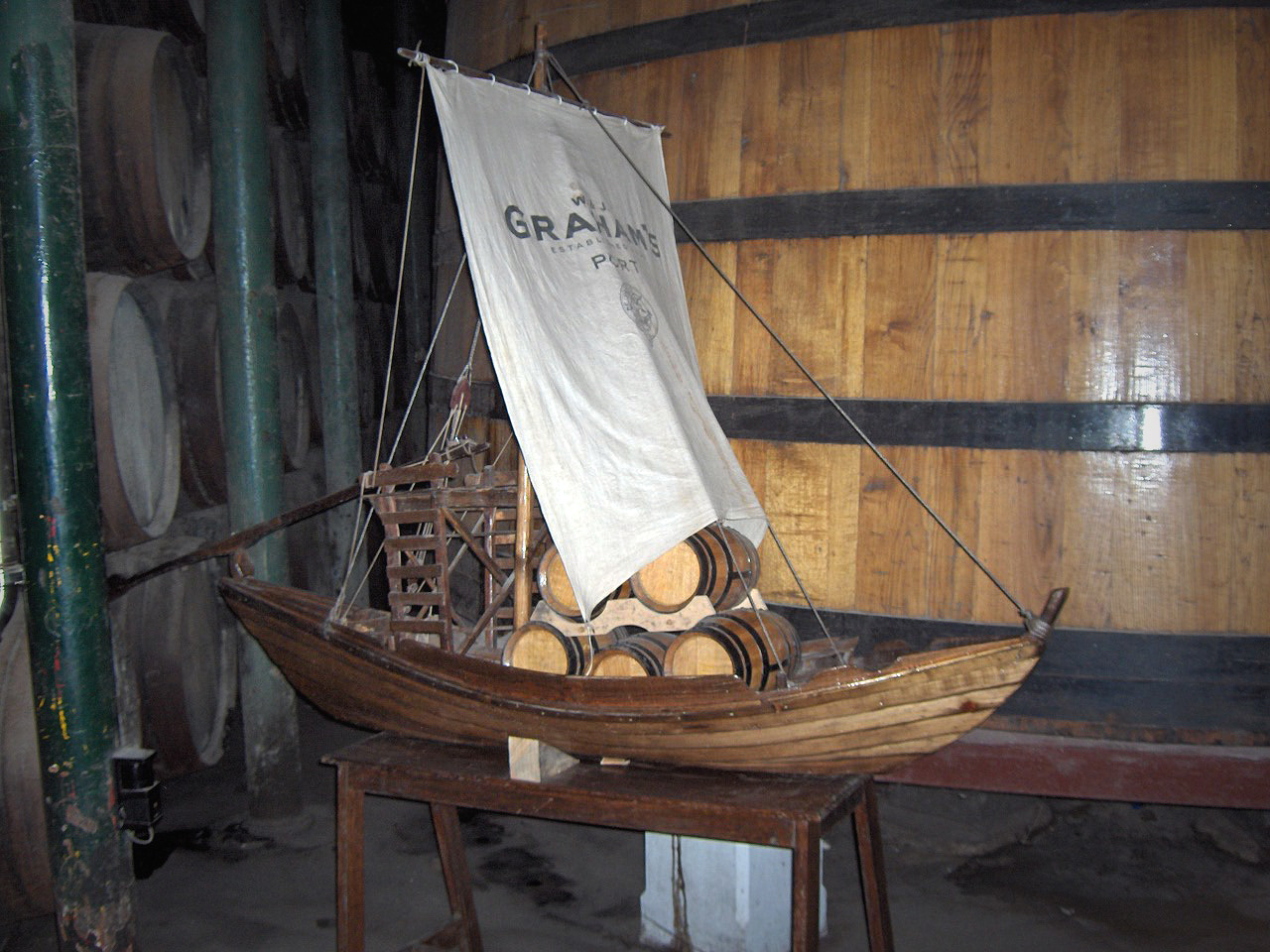
Модель лодки рабело, на которой перевозили вино по реке Дору, хранящаяся в погребе поместья Symington Family Estate в Graham’s

К 1905 году Эндрю Джеймс Симингтон становится партнёром компании Warre & Co, а в 1912 году — партнёром Dow's Port. В 1970 году семья Симингтон покупает компании Graham's и Smith Woodhouse.
В 1989 году семья Симингтон заключает партнёрство с компанией Madeira Wine Company (MWC), принадлежащей компании Blandy's, одному из лидеров по производству мадеры, вошедшей впоследствии в группу компаний MWC. В этом же году Симингтоны приобретают у семьи Феррейра винное хозяйство Quinta do Vesuvio, считавшееся на тот момент лучшей среди всех производящих портвейн виноделен. В линейке продуктов Symington оно и по сей день славится высококлассным портвейном «single-quinta» (то есть, произведенным из винограда одного винного хозяйства).
С 1999 г. в портфеле Symington появляются сухие вина региона Дору, а в 2001 в холдинг компании включен престижный бренд Chryseia.

## Винодельни и бренды в собственности компании
Винодельни и бренды, принадлежащие компании Symington Family Estates:
Портвейны
- Graham's (основан в 1820)
- Warre's
- Dow's
- Cockburn's
- Smith Woodhouse
- Quinta do Vesuvio
- Gould Campbell
- Quarles Harris
- MartinezПортвейн линейки Dow’s

Вино региона Дору
- Chryseia
- Altano
- Quinta de Roriz
- Prazo de Roriz

Мадера

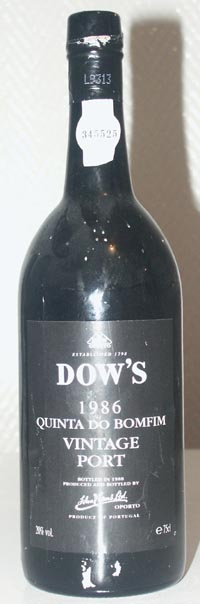
Портвейн линейки Dow’s

Продажа осуществляется через компанию Madeira Wine Company.
- Blandy's
- Cossart Gordon
- Leacock's
- Miles